# Serie A3 2022-2023
La Serie A3 2022-2023, 4ª edizione della terza serie del campionato italiano di pallavolo maschile, si è svolta dall'8 ottobre 2022 al 21 maggio 2023: al torneo hanno partecipato ventotto squadre di club italiane.

## Regolamento

### Formula
La formula ha previsto:
- Regular season, disputata con girone all'italiana, con gare di andata e ritorno, per un totale di ventisei giornate, con le squadre divise in due gironi: le ultime due classificate di ciascun girone sono retrocesse in Serie B.
- Spareggio promozione tra le prime classicate di ciascun girone al meglio di due vittorie su tre gare: la vincitrice è stata promossa in Serie A2.
- Play-off promozione, disputati tra le squadre classificate dal secondo al settimo posto di ciascun girone e articolati in ottavi di finale, giocati con gare di andata e ritorno (in caso di parità di punti dopo le due partite è stato disputato un golden set), e quarti di finale, semifinali e finale giocati al meglio di due vittorie su tre gare. La squadra perdente lo spareggio promozione ha disputato i play-off promozione a partire dalle semifinali.
- Play-out, disputati tra l'undicesima e la dodicesima classificata di ciascun girone solo nel caso le due squadre abbiano terminato la regular season con una differenza inferiore ai sei punti, in caso contrario la squadra dodicesima classificata è retrocessa direttamente in Serie B[1].

### Criteri di classifica
Se il risultato finale è stato di 3-0 o 3-1 sono stati assegnati 3 punti alla squadra vincente e 0 a quella sconfitta, se il risultato finale è stato di 3-2 sono stati assegnati 2 punti alla squadra vincente e 1 a quella sconfitta.
L'ordine del posizionamento in classifica è stato definito in base a:
- Punti;
- Numero di partite vinte;
- Ratio dei set vinti/persi;
- Ratio dei punti realizzati/subiti.

## Squadre partecipanti
Le squadre retrocesse dalla Serie A2 sono state l'Impavida Ortona e il Mondovì, mentre quelle promosse dalla Serie B sono state Bari che ha battuto al golden set la New Real Gioia, Letojanni che si è imposta sulla Lazio, Monselice che ha battuto il Gabbiano Mantova, Saronno che è uscita vittoriosa dallo scontro contro Scanzorosciate, Stadium Mirandola che ha prevalso su San Giustino e Team Napoli che ha battuto il Roma Club.
Tre le squadre aventi titolo di partecipazione:
- la GIS Ottaviano ha ceduto il titolo al Roma Club;
- il Letojanni ha ceduto il titolo al San Giustino;
- il Mondovì ha ceduto il titolo all'Energy Parma;
- il Parella ha ceduto il titolo al Savigliano;
- il Saronno ha ceduto il titolo al Diavoli Rosa;
- il Team Volley ha ceduto il titolo al Bologna[2].

### Girone bianco
| Club              | Stagione | Città               | Impianto                   | Stagione precedente                                                   |
| ----------------- | -------- | ------------------- | -------------------------- | --------------------------------------------------------------------- |
| Belluno           | dettagli | Belluno             | Spes Arena                 | 10ª in Serie A3 (girone bianco).                                      |
| Bologna           | dettagli | Bologna             | PalaSavena                 | 13ª in Serie A3 (girone bianco).                                      |
| Castellana        | dettagli | Montecchio Maggiore | PalaCollodi                | 6ª in Serie A3 (girone bianco); quarti di finale play-off promozione. |
| Diavoli Rosa      | dettagli | Brugherio           | Centro Sportivo Paolo VI   | 14ª in Serie A3 (girone bianco).                                      |
| Energy Parma      | dettagli | Parma               | PalaRaschi                 | 5ª in Serie B (girone E).                                             |
| Garlasco          | dettagli | Garlasco            | PalaRavizza                | 9ª in Serie A3 (girone bianco).                                       |
| Macerata          | dettagli | Macerata            | PalaFontescodella          | 3ª in Serie A3 (girone bianco); semifinali play-off promozione.       |
| Monselice         | dettagli | Monselice           | PalaSchiavonia             | 1ª in Serie B (girone D); vincitrice play-off promozione.             |
| Pineto            | dettagli | Pineto              | Pala Santa Maria           | 4ª in Serie A3 (girone bianco); finale play-off promozione.           |
| San Giustino      | dettagli | San Giustino        | Palazzetto dello Sport     | 1ª in Serie B (girone F); finale play-off promozione.                 |
| Savigliano        | dettagli | Savigliano          | Palazzetto dello Sport     | 12ª in Serie A3 (girone bianco); perdente play-out retrocessione.     |
| Stadium Mirandola | dettagli | Mirandola           | Palasport Marco Simoncelli | 1ª in Serie B (girone E); vincitrice play-off promozione.             |
| Team Club         | dettagli | San Donà di Piave   | PalaBarbazza               | 7ª in Serie A3 (girone bianco); quarti di finale play-off promozione. |
| Virtus Fano       | dettagli | Fano                | PalaAllende                | 8ª in Serie A3 (girone bianco); quarti di finale play-off promozione. |

### Girone blu
| Club                 | Stagione | Città          | Impianto               | Stagione precedente                                                |
| -------------------- | -------- | -------------- | ---------------------- | ------------------------------------------------------------------ |
| Alessano             | dettagli | Alessano       | Palazzetto dello Sport | 5ª in Serie A3 (girone blu); semifinali play-off promozione.       |
| Bari                 | dettagli | Bari           | PalaFlorio             | 1ª in Serie B (girone L); vincitrice play-off promozione.          |
| Casarano             | dettagli | Casarano       | PalaCesari             | 6ª in Serie A3 (girone blu); semifinali play-off promozione.       |
| Folgore Massa        | dettagli | Massa Lubrense | Palazzetto dello Sport | 9ª in Serie A3 (girone blu).                                       |
| Franco Tigano        | dettagli | Palmi          | PalaCalafiore          | 3ª in Serie A3 (girone blu); quarti di finale play-off promozione. |
| Impavida Ortona      | dettagli | Ortona         | Palasport Comunale     | 12ª in Serie A2.                                                   |
| Marcianise           | dettagli | Marcianise     | PalaNapolitano         | 10ª in Serie A3 (girone blu).                                      |
| Modica               | dettagli | Modica         | PalaRizza              | 7ª in Serie A3 (girone blu); quarti di finale play-off promozione. |
| Normanna Aversa      | dettagli | Aversa         | PalaJacazzi            | 1ª in Serie A3 (girone blu); semifinali play-off promozione.       |
| Roma Club            | dettagli | Roma           | Palazzetto dello Sport | 1ª in Serie B (girone H); finale play-off promozione.              |
| Sabaudia             | dettagli | Sabaudia       | PalaVitaletti          | 8ª in Serie A3 (girone blu); quarti di finale play-off promozione. |
| Saturnia Acicastello | dettagli | Aci Castello   | PalaCatania            | 2ª in Serie A3 (girone blu); finale play-off promozione.           |
| Team Napoli          | dettagli | Napoli         | PalaSiani              | 1ª in Serie B (girone I); vincitrice play-off promozione.          |
| Tuscania             | dettagli | Tuscania       | Palazzetto dello Sport | 4ª in Serie A3 (girone blu); quarti di finale play-off promozione. |

## Torneo

### Regular season

#### Girone bianco

##### Risultati
| Prima giornata |                             |     |                                   |
|                |                             |     |                                   |
| 09-10          | Castellana - Monselice      | 3-2 | 21-25, 27-25, 27-25, 23-25, 15-13 |
| 09-10          | Team Club - Belluno         | 0-3 | 23-25, 22-25, 28-30               |
| 09-10          | Virtus Fano - Pineto        | 1-3 | 20-25, 22-25, 25-22, 23-25        |
| 09-10          | Bologna - Stadium Mirandola | 3-0 | 25-18, 25-18, 25-19               |
| 09-10          | Diavoli Rosa - Savigliano   | 3-2 | 18-25, 25-23, 26-24, 25-27, 15-12 |
| 09-10          | Energy Parma - Garlasco     | 3-2 | 25-21, 18-25, 24-26, 25-17, 15-9  |
| 09-10          | San Giustino - Macerata     | 0-3 | 20-25, 20-25, 23-25               |

| Seconda giornata |                                |     |                            |
|                  |                                |     |                            |
| 16-10            | Macerata - Energy Parma        | 1-3 | 25-23, 18-25, 22-25, 17-25 |
| 16-10            | Pineto - Team Club             | 3-0 | 25-20, 25-14, 25-19        |
| 16-10            | Garlasco - Virtus Fano         | 1-3 | 19-25, 25-21, 21-25, 22-25 |
| 16-10            | Belluno - Diavoli Rosa         | 3-1 | 25-15, 24-26, 25-23, 25-16 |
| 15-10            | Savigliano - Bologna           | 3-1 | 19-25, 25-14, 27-25, 25-18 |
| 16-10            | Stadium Mirandola - Castellana | 3-1 | 28-26, 25-22, 23-25, 25-23 |
| 15-10            | Monselice - San Giustino       | 1-3 | 25-23, 19-25, 24-26, 23-25 |

| Terza giornata |                                  |     |                                   |
|                |                                  |     |                                   |
| 02-11          | Pineto - Macerata                | 3-0 | 25-22, 25-18, 30-28               |
| 19-10          | Team Club - Castellana           | 3-0 | 25-18, 25-18, 25-17               |
| 19-10          | Virtus Fano - San Giustino       | 3-1 | 23-25, 25-21, 25-15, 25-12        |
| 19-10          | Belluno - Monselice              | 3-0 | 25-23, 25-14, 25-23               |
| 19-10          | Savigliano - Garlasco            | 3-1 | 25-20, 25-22, 20-25, 25-16        |
| 19-10          | Bologna - Energy Parma           | 2-3 | 27-25, 17-25, 15-25, 25-21, 13-15 |
| 19-10          | Diavoli Rosa - Stadium Mirandola | 3-1 | 23-25, 25-13, 25-16, 25-20        |

| Quarta giornata |                             |     |                                   |
|                 |                             |     |                                   |
| 09-11           | Macerata - Team Club        | 3-0 | 25-17, 25-18, 25-19               |
| 23-10           | Castellana - Diavoli Rosa   | 3-1 | 25-19, 25-23, 22-25, 25-22        |
| 23-10           | Garlasco - Pineto           | 3-0 | 25-19, 25-16, 25-21               |
| 23-10           | Stadium Mirandola - Belluno | 3-1 | 21-25, 25-22, 25-14, 28-26        |
| 22-10           | Monselice - Savigliano      | 2-3 | 21-25, 21-25, 25-22, 25-22, 11-15 |
| 23-10           | Energy Parma - Virtus Fano  | 0-3 | 22-25, 6-25, 22-25                |
| 23-10           | San Giustino - Bologna      | 3-0 | 25-19, 25-17, 25-21               |

| Quinta giornata |                                |     |                                   |
|                 |                                |     |                                   |
| 30-10           | Pineto - Monselice             | 3-0 | 25-16, 25-22, 25-19               |
| 30-10           | Team Club - Energy Parma       | 3-0 | 25-23, 25-21, 25-22               |
| 30-10           | Belluno - Garlasco             | 3-1 | 21-25, 25-18, 25-20, 25-23        |
| 29-10           | Savigliano - Stadium Mirandola | 3-1 | 29-31, 25-23, 25-11, 26-24        |
| 30-10           | Bologna - Virtus Fano          | 2-3 | 16-25, 25-17, 25-23, 20-25, 11-15 |
| 30-10           | Diavoli Rosa - Macerata        | 0-3 | 18-25, 22-25, 19-25               |
| 30-10           | San Giustino - Castellana      | 0-3 | 20-25, 20-25, 22-25               |

| Sesta giornata |                            |     |                                   |
|                |                            |     |                                   |
| 06-11          | Macerata - Savigliano      | 1-3 | 25-27, 25-13, 19-25, 21-25        |
| 06-11          | Castellana - Garlasco      | 3-2 | 17-25, 26-24, 24-26, 25-23, 15-11 |
| 06-11          | Team Club - San Giustino   | 1-3 | 25-21, 19-25, 14-25, 22-25        |
| 06-11          | Virtus Fano - Diavoli Rosa | 3-1 | 27-25, 25-21, 23-25, 25-19        |
| 06-11          | Bologna - Belluno          | 3-0 | 30-28, 25-17, 29-27               |
| 06-11          | Stadium Mirandola - Pineto | 0-3 | 26-28, 10-25, 15-25               |
| 06-11          | Energy Parma - Monselice   | 3-0 | 25-11, 25-20, 25-18               |

| Settima giornata |                              |     |                                  |
|                  |                              |     |                                  |
| 13-11            | Pineto - Belluno             | 3-0 | 25-22, 25-22, 25-17              |
| 13-11            | Castellana - Bologna         | 0-3 | 22-25, 24-26, 20-25              |
| 13-11            | Garlasco - Stadium Mirandola | 3-1 | 29-31, 25-23, 27-25, 25-18       |
| 12-11            | Savigliano - Virtus Fano     | 0-3 | 19-25, 23-25, 19-25              |
| 13-11            | Diavoli Rosa - Team Club     | 3-0 | 25-18, 25-23, 25-22              |
| 12-11            | Monselice - Macerata         | 2-3 | 25-22, 31-29, 18-25, 21-25, 9-15 |
| 13-11            | San Giustino - Energy Parma  | 3-0 | 25-15, 25-21, 25-21              |

| Ottava giornata |                               |     |                                   |
|                 |                               |     |                                   |
| 20-11           | Macerata - Garlasco           | 1-3 | 25-23, 22-25, 18-25, 24-26        |
| 20-11           | Virtus Fano - Team Club       | 3-0 | 25-17, 25-23, 25-21               |
| 20-11           | Belluno - Savigliano          | 1-3 | 22-25, 26-28, 25-20, 23-25        |
| 20-11           | Bologna - Pineto              | 1-3 | 12-25, 25-21, 16-25, 26-28        |
| 19-11           | Diavoli Rosa - San Giustino   | 3-2 | 25-22, 19-25, 30-28, 22-25, 17-15 |
| 19-11           | Monselice - Stadium Mirandola | 3-1 | 25-21, 25-23, 18-25, 25-17        |
| 20-11           | Energy Parma - Castellana     | 0-3 | 13-25, 17-25, 19-25               |

| Nona giornata |                              |     |                            |
|               |                              |     |                            |
| 27-11         | Pineto - Savigliano          | 3-1 | 25-21, 25-18, 23-25, 25-22 |
| 27-11         | Castellana - Virtus Fano     | 1-3 | 25-23, 15-25, 21-25, 21-25 |
| 27-11         | Team Club - Bologna          | 0-3 | 22-25, 17-25, 19-25        |
| 26-11         | Garlasco - Monselice         | 3-1 | 33-31, 23-25, 25-19, 25-17 |
| 27-11         | Stadium Mirandola - Macerata | 0-3 | 19-25, 15-25, 13-25        |
| 27-11         | Energy Parma - Diavoli Rosa  | 3-1 | 25-21, 25-20, 25-27, 25-20 |
| 27-11         | San Giustino - Belluno       | 1-3 | 25-16, 20-25, 21-25, 24-26 |

| Decima giornata |                                 |     |                                   |
|                 |                                 |     |                                   |
| 04-12           | Macerata - Castellana           | 3-0 | 25-18, 25-13, 25-21               |
| 04-12           | Pineto - Diavoli Rosa           | 3-0 | 25-23, 25-20, 25-13               |
| 04-12           | Garlasco - Bologna              | 0-3 | 19-25, 21-25, 21-25               |
| 04-12           | Belluno - Energy Parma          | 0-3 | 16-25, 18-25, 17-25               |
| 03-12           | Savigliano - San Giustino       | 3-0 | 27-25, 28-26, 25-19               |
| 03-12           | Stadium Mirandola - Virtus Fano | 0-3 | 17-25, 20-25, 18-25               |
| 03-12           | Monselice - Team Club           | 2-3 | 25-19, 25-22, 26-28, 21-25, 13-15 |

| Undicesima giornata |                               |     |                                   |
|                     |                               |     |                                   |
| 08-12               | Castellana - Belluno          | 0-3 | 24-26, 24-26, 18-25               |
| 08-12               | Team Club - Stadium Mirandola | 3-0 | 25-17, 25-22, 25-22               |
| 08-12               | Virtus Fano - Macerata        | 3-2 | 20-25, 26-24, 23-25, 25-23, 15-11 |
| 08-12               | Bologna - Monselice           | 3-0 | 25-17, 25-21, 25-23               |
| 08-12               | Diavoli Rosa - Garlasco       | 2-3 | 20-25, 25-20, 21-25, 25-22, 12-15 |
| 08-12               | Energy Parma - Savigliano     | 0-3 | 16-25, 16-25, 23-25               |
| 08-12               | San Giustino - Pineto         | 3-1 | 30-28, 20-25, 25-18, 25-20        |

| Dodicesima giornata |                                  |     |                                   |
|                     |                                  |     |                                   |
| 11-12               | Pineto - Energy Parma            | 3-0 | 26-24, 25-21, 25-20               |
| 11-12               | Garlasco - Team Club             | 3-0 | 25-16, 25-12, 25-21               |
| 11-12               | Belluno - Virtus Fano            | 1-3 | 27-25, 27-29, 19-25, 20-25        |
| 10-12               | Savigliano - Castellana          | 3-0 | 25-22, 25-17, 25-18               |
| 11-12               | Bologna - Macerata               | 1-3 | 25-21, 23-25, 23-25, 17-25        |
| 11-12               | Stadium Mirandola - San Giustino | 0-3 | 14-25, 20-25, 15-25               |
| 10-12               | Monselice - Diavoli Rosa         | 3-2 | 25-20, 17-25, 25-21, 23-25, 15-10 |

| Tredicesima giornata |                                  |     |                                   |
|                      |                                  |     |                                   |
| 18-12                | Macerata - Belluno               | 3-2 | 25-18, 23-25, 25-22, 21-25, 15-12 |
| 18-12                | Castellana - Pineto              | 0-3 | 19-25, 22-25, 18-25               |
| 18-12                | Team Club - Savigliano           | 2-3 | 25-17, 22-25, 25-21, 19-25, 7-15  |
| 18-12                | Virtus Fano - Monselice          | 3-0 | 25-14, 25-21, 25-17               |
| 18-12                | Diavoli Rosa - Bologna           | 3-2 | 25-22, 25-22, 22-25, 23-25, 17-15 |
| 17-12                | Energy Parma - Stadium Mirandola | 3-2 | 23-25, 18-25, 25-21, 25-23, 15-13 |
| 18-12                | San Giustino - Garlasco          | 2-3 | 25-13, 25-17, 23-25, 19-25, 11-15 |

| Quattordicesima giornata |                             |     |                                   |
|                          |                             |     |                                   |
| 24-12                    | Monselice - Castellana      | 2-3 | 25-13, 21-25, 25-20, 22-25, 13-15 |
| 26-12                    | Belluno - Team Club         | 2-3 | 25-21, 30-28, 20-25, 15-25, 12-15 |
| 26-12                    | Pineto - Virtus Fano        | 3-0 | 31-29, 25-22, 25-20               |
| 26-12                    | Stadium Mirandola - Bologna | 3-1 | 23-25, 25-22, 25-16, 25-23        |
| 25-01                    | Savigliano - Diavoli Rosa   | 3-1 | 24-26, 25-16, 25-23, 25-22        |
| 26-12                    | Garlasco - Energy Parma     | 2-3 | 22-25, 27-25, 25-19, 26-28, 13-15 |
| 26-12                    | Macerata - San Giustino     | 3-1 | 25-18, 22-25, 25-23, 25-17        |

| Quindicesima giornata |                                |     |                                   |
|                       |                                |     |                                   |
| 08-01                 | Energy Parma - Macerata        | 3-1 | 22-25, 25-23, 25-17, 28-26        |
| 08-01                 | Team Club - Pineto             | 3-2 | 29-27, 25-20, 25-27, 16-25, 15-13 |
| 08-01                 | Virtus Fano - Garlasco         | 3-1 | 25-20, 23-25, 25-15, 25-13        |
| 08-01                 | Diavoli Rosa - Belluno         | 1-3 | 25-21, 19-25, 20-25, 20-25        |
| 08-01                 | Bologna - Savigliano           | 2-3 | 19-25, 21-25, 25-19, 25-14, 15-17 |
| 07-01                 | Castellana - Stadium Mirandola | 3-1 | 23-25, 25-22, 25-17, 25-15        |
| 08-01                 | San Giustino - Monselice       | 3-0 | 25-16, 25-20, 25-15               |

| Sedicesima giornata |                                  |     |                                   |
|                     |                                  |     |                                   |
| 15-01               | Macerata - Pineto                | 3-1 | 25-19, 18-25, 25-22, 25-21        |
| 15-01               | Castellana - Team Club           | 2-3 | 18-25, 25-22, 22-25, 25-22, 8-15  |
| 15-01               | San Giustino - Virtus Fano       | 1-3 | 25-22, 22-25, 20-25, 15-25        |
| 14-01               | Monselice - Belluno              | 0-3 | 25-27, 23-25, 22-25               |
| 15-01               | Garlasco - Savigliano            | 2-3 | 25-21, 25-17, 24-26, 24-26, 12-15 |
| 15-01               | Energy Parma - Bologna           | 3-2 | 25-20, 25-20, 23-25, 18-25, 16-14 |
| 15-01               | Stadium Mirandola - Diavoli Rosa | 3-0 | 25-19, 25-20, 25-23               |

| Diciassettesima giornata |                             |     |                                   |
|                          |                             |     |                                   |
| 22-01                    | Team Club - Macerata        | 0-3 | 21-25, 19-25, 14-25               |
| 22-01                    | Diavoli Rosa - Castellana   | 3-0 | 25-19, 25-17, 25-21               |
| 22-01                    | Pineto - Garlasco           | 3-0 | 25-20, 25-18, 25-21               |
| 22-01                    | Belluno - Stadium Mirandola | 3-2 | 25-23, 25-20, 15-25, 12-25, 16-14 |
| 21-01                    | Savigliano - Monselice      | 3-2 | 25-16, 25-22, 27-29, 20-25, 15-13 |
| 22-01                    | Virtus Fano - Energy Parma  | 3-1 | 25-12, 25-16, 20-25, 25-22        |
| 22-01                    | Bologna - San Giustino      | 3-0 | 26-24, 25-18, 25-17               |

| Diciottesima giornata |                                |     |                                   |
|                       |                                |     |                                   |
| 28-01                 | Monselice - Pineto             | 0-3 | 18-25, 25-27, 19-25               |
| 29-01                 | Energy Parma - Team Club       | 2-3 | 25-27, 25-21, 23-25, 25-21, 12-15 |
| 29-01                 | Garlasco - Belluno             | 3-2 | 25-20, 25-23, 17-25, 22-25, 15-13 |
| 29-01                 | Stadium Mirandola - Savigliano | 1-3 | 19-25, 25-21, 23-25, 20-25        |
| 29-01                 | Virtus Fano - Bologna          | 3-0 | 25-22, 25-18, 25-19               |
| 29-01                 | Macerata - Diavoli Rosa        | 3-1 | 25-15, 25-16, 25-27, 25-23        |
| 29-01                 | Castellana - San Giustino      | 1-3 | 25-22, 20-25, 20-25, 20-25        |

| Diciannovesima giornata |                            |     |                                   |
|                         |                            |     |                                   |
| 04-02                   | Savigliano - Macerata      | 0-3 | 18-25, 23-25, 17-25               |
| 04-02                   | Garlasco - Castellana      | 3-1 | 25-20, 25-22, 19-25, 25-15        |
| 05-02                   | San Giustino - Team Club   | 3-1 | 25-18, 18-25, 25-13, 30-28        |
| 05-02                   | Diavoli Rosa - Virtus Fano | 1-3 | 23-25, 25-22, 24-26, 16-25        |
| 05-02                   | Belluno - Bologna          | 2-3 | 21-25, 25-22, 19-25, 25-21, 12-15 |
| 05-02                   | Pineto - Stadium Mirandola | 3-0 | 25-17, 25-19, 25-21               |
| 04-02                   | Monselice - Energy Parma   | 1-3 | 25-20, 17-25, 18-25, 18-25        |

| Ventesima giornata |                              |     |                                  |
|                    |                              |     |                                  |
| 12-02              | Belluno - Pineto             | 3-2 | 30-28, 22-25, 22-25, 28-26, 15-8 |
| 12-02              | Bologna - Castellana         | 3-0 | 25-18, 25-19, 25-14              |
| 12-02              | Stadium Mirandola - Garlasco | 1-3 | 25-23, 22-25, 29-31, 19-25       |
| 11-02              | Virtus Fano - Savigliano     | 3-0 | 25-21, 25-23, 25-22              |
| 12-02              | Team Club - Diavoli Rosa     | 0-3 | 20-25, 23-25, 23-25              |
| 12-02              | Macerata - Monselice         | 3-0 | 25-21, 25-21, 25-16              |
| 12-02              | Energy Parma - San Giustino  | 1-3 | 23-25, 25-14, 14-25, 21-25       |

| Ventunesima giornata |                               |     |                                   |
|                      |                               |     |                                   |
| 19-02                | Garlasco - Macerata           | 3-1 | 25-18, 25-21, 19-25, 25-20        |
| 17-02                | Team Club - Virtus Fano       | 3-2 | 25-22, 21-25, 20-25, 25-18, 16-14 |
| 18-02                | Savigliano - Belluno          | 1-3 | 25-16, 15-25, 24-26, 20-25        |
| 18-02                | Pineto - Bologna              | 3-0 | 25-22, 25-16, 25-14               |
| 19-02                | San Giustino - Diavoli Rosa   | 3-0 | 26-24, 26-24, 25-17               |
| 19-02                | Stadium Mirandola - Monselice | 3-1 | 25-20, 19-25, 25-15, 25-15        |
| 19-02                | Castellana - Energy Parma     | 0-3 | 25-27, 19-25, 20-25               |

| Ventiduesima giornata |                              |     |                                   |
|                       |                              |     |                                   |
| 25-02                 | Savigliano - Pineto          | 0-3 | 26-28, 17-25, 15-25               |
| 26-02                 | Virtus Fano - Castellana     | 3-1 | 23-25, 25-23, 25-17, 25-18        |
| 26-02                 | Bologna - Team Club          | 3-0 | 25-20, 25-19, 25-18               |
| 25-02                 | Monselice - Garlasco         | 1-3 | 17-25, 19-25, 25-23, 17-25        |
| 25-02                 | Macerata - Stadium Mirandola | 3-1 | 25-23, 21-25, 25-23, 25-20        |
| 26-02                 | Diavoli Rosa - Energy Parma  | 1-3 | 23-25, 25-16, 24-26, 18-25        |
| 26-02                 | Belluno - San Giustino       | 3-2 | 21-25, 25-20, 17-25, 25-16, 15-11 |

| Ventitreesima giornata |                                 |     |                                   |
|                        |                                 |     |                                   |
| 05-03                  | Castellana - Macerata           | 1-3 | 15-25, 25-19, 14-25, 23-25        |
| 05-03                  | Diavoli Rosa - Pineto           | 0-3 | 13-25, 13-25, 15-25               |
| 06-03                  | Bologna - Garlasco              | 2-3 | 18-25, 22-25, 25-22, 25-15, 13-15 |
| 05-03                  | Energy Parma - Belluno          | 3-1 | 25-20, 21-25, 25-20, 25-20        |
| 04-03                  | San Giustino - Savigliano       | 3-0 | 25-19, 25-20, 29-27               |
| 05-03                  | Virtus Fano - Stadium Mirandola | 3-0 | 25-19, 25-21, 27-25               |
| 04-03                  | Team Club - Monselice           | 3-1 | 25-21, 25-22, 21-25, 25-19        |

| Ventiquattresima giornata |                               |     |                                   |
|                           |                               |     |                                   |
| 18-03                     | Belluno - Castellana          | 3-0 | 25-15, 25-23, 25-22               |
| 19-03                     | Stadium Mirandola - Team Club | 3-0 | 32-30, 25-20, 25-18               |
| 18-03                     | Macerata - Virtus Fano        | 3-2 | 25-20, 23-25, 25-20, 23-25, 15-12 |
| 18-03                     | Monselice - Bologna           | 0-3 | 23-25, 19-25, 13-25               |
| 19-03                     | Garlasco - Diavoli Rosa       | 3-0 | 25-23, 25-15, 29-27               |
| 18-03                     | Savigliano - Energy Parma     | 1-3 | 25-21, 21-25, 23-25, 19-25        |
| 19-03                     | Pineto - San Giustino         | 3-0 | 25-20, 25-23, 25-19               |

| Venticinquesima giornata |                                  |     |                                   |
|                          |                                  |     |                                   |
| 26-03                    | Energy Parma - Pineto            | 0-3 | 21-25, 22-25, 20-25               |
| 26-03                    | Team Club - Garlasco             | 3-1 | 23-25, 25-21, 25-22, 25-23        |
| 26-03                    | Virtus Fano - Belluno            | 3-0 | 25-21, 25-12, 25-22               |
| 26-03                    | Castellana - Savigliano          | 2-3 | 17-25, 25-23, 25-23, 17-25, 15-17 |
| 26-03                    | Macerata - Bologna               | 0-3 | 23-25, 23-25, 28-30               |
| 26-03                    | San Giustino - Stadium Mirandola | 3-2 | 25-15, 25-19, 22-25, 26-28, 15-9  |
| 25-03                    | Diavoli Rosa - Monselice         | 3-1 | 15-25, 25-21, 25-15, 25-15        |

| Ventiseiesima giornata |                                  |     |                                  |
|                        |                                  |     |                                  |
| 02-04                  | Belluno - Macerata               | 3-1 | 17-25, 26-24, 25-18, 25-22       |
| 02-04                  | Pineto - Castellana              | 3-0 | 25-12, 25-19, 25-18              |
| 02-04                  | Savigliano - Team Club           | 3-1 | 18-25, 25-23, 25-21, 25-16       |
| 02-04                  | Monselice - Virtus Fano          | 2-3 | 25-22, 13-25, 16-25, 25-23, 9-15 |
| 02-04                  | Bologna - Diavoli Rosa           | 3-1 | 22-25, 25-15, 25-14, 25-17       |
| 02-04                  | Stadium Mirandola - Energy Parma | 1-3 | 15-25, 13-25, 25-17, 15-25       |
| 02-04                  | Garlasco - San Giustino          | 3-0 | 25-19, 26-24, 25-15              |

##### Classifica
| Pos. | Squadra           | Pt | G  | V  | P  | SV | SP | Ratio | PF    | PS    | Ratio |
| ---- | ----------------- | -- | -- | -- | -- | -- | -- | ----- | ----- | ----- | ----- |
| 1.   | Virtus Fano       | 65 | 26 | 22 | 4  | 71 | 28 | 2,535 | 2 350 | 2 039 | 1,152 |
| 2.   | Pineto            | 65 | 26 | 21 | 5  | 69 | 18 | 3,833 | 2 122 | 1 794 | 1,182 |
| 3.   | Macerata          | 49 | 26 | 17 | 9  | 59 | 39 | 1,512 | 2 287 | 2 103 | 1,087 |
| 4.   | Savigliano        | 46 | 26 | 17 | 9  | 56 | 47 | 1,191 | 2 322 | 2 278 | 1,019 |
| 5.   | Garlasco          | 45 | 26 | 15 | 11 | 58 | 48 | 1,208 | 2 384 | 2 324 | 1,025 |
| 6.   | Energy Parma      | 44 | 26 | 16 | 10 | 52 | 48 | 1,083 | 2 212 | 2 172 | 1,018 |
| 7.   | Bologna           | 44 | 26 | 13 | 13 | 55 | 42 | 1,309 | 2 164 | 2 093 | 1,033 |
| 8.   | Belluno           | 43 | 26 | 14 | 12 | 54 | 48 | 1,125 | 2 277 | 2 299 | 0,990 |
| 9.   | San Giustino      | 41 | 26 | 13 | 13 | 49 | 47 | 1,042 | 2 165 | 2 107 | 1,027 |
| 10.  | Team Club         | 28 | 26 | 11 | 15 | 38 | 59 | 0,644 | 2 080 | 2 221 | 0,936 |
| 11.  | Diavoli Rosa      | 23 | 26 | 8  | 18 | 38 | 62 | 0,612 | 2 147 | 2 317 | 0,926 |
| 12.  | Stadium Mirandola | 21 | 26 | 6  | 20 | 33 | 64 | 0,515 | 2 065 | 2 279 | 0,906 |
| 13.  | Castellana        | 20 | 26 | 7  | 19 | 31 | 65 | 0,476 | 1 999 | 2 241 | 0,892 |
| 14.  | Monselice         | 12 | 26 | 2  | 24 | 27 | 75 | 0,360 | 2 079 | 2 386 | 0,871 |

      Qualificata allo spareggio promozione.
      Qualificata ai play-off promozione.
      Qualificata ai play-out retrocessione.
      Retrocessa in Serie B.

#### Girone blu

##### Risultati
| Prima giornata |                               |     |                                   |
|                |                               |     |                                   |
| 09-10          | Normanna Aversa - Marcianise  | 3-0 | 25-20, 25-17, 25-14               |
| 09-10          | Franco Tigano - Bari          | 3-2 | 22-25, 24-26, 25-19, 25-19, 15-10 |
| 09-10          | Tuscania - Sabaudia           | 3-0 | 25-18, 25-20, 25-19               |
| 09-10          | Alessano - Casarano           | 1-3 | 22-25, 23-25, 25-21, 17-25        |
| 09-10          | Modica - Saturnia Acicastello | 3-0 | 28-26, 25-22, 25-20               |
| 09-10          | Team Napoli - Folgore Massa   | 1-3 | 19-25, 18-25, 25-22, 17-25        |
| 08-10          | Roma Club - Impavida Ortona   | 2-3 | 21-25, 19-25, 25-23, 25-17, 12-15 |

| Seconda giornata |                                  |     |                                   |
|                  |                                  |     |                                   |
| 16-10            | Saturnia Acicastello - Roma Club | 3-1 | 22-25, 25-20, 25-23, 25-20        |
| 15-10            | Impavida Ortona - Modica         | 3-1 | 25-19, 25-18, 24-26, 25-15        |
| 16-10            | Casarano - Normanna Aversa       | 1-3 | 16-25, 25-20, 21-25, 23-25        |
| 16-10            | Sabaudia - Team Napoli           | 3-1 | 19-25, 28-26, 25-17, 25-16        |
| 16-10            | Folgore Massa - Franco Tigano    | 3-2 | 25-23, 17-25, 25-18, 19-25, 17-15 |
| 16-10            | Marcianise - Alessano            | 3-1 | 25-21, 29-27, 23-25, 26-24        |
| 16-10            | Bari - Tuscania                  | 3-1 | 25-21, 23-25, 25-20, 25-18        |

| Terza giornata |                                      |     |                                   |
|                |                                      |     |                                   |
| 19-10          | Franco Tigano - Saturnia Acicastello | 1-3 | 27-25, 23-25, 28-30, 18-25        |
| 19-10          | Impavida Ortona - Casarano           | 3-1 | 22-25, 25-21, 25-23, 25-23        |
| 19-10          | Tuscania - Folgore Massa             | 3-2 | 25-23, 26-24, 25-27, 19-25, 15-11 |
| 19-10          | Alessano - Bari                      | 0-3 | 21-25, 25-27, 16-25               |
| 19-10          | Modica - Marcianise                  | 3-0 | 25-22, 25-21, 25-20               |
| 02-11          | Team Napoli - Normanna Aversa        | 2-3 | 14-25, 25-15, 26-28, 25-20, 10-15 |
| 10-11          | Roma Club - Sabaudia                 | 1-3 | 18-25, 25-21, 21-25, 19-25        |

| Quarta giornata |                                   |     |                                   |
|                 |                                   |     |                                   |
| 23-10           | Normanna Aversa - Impavida Ortona | 3-2 | 18-25, 21-25, 25-21, 25-23, 15-13 |
| 23-10           | Saturnia Acicastello - Tuscania   | 3-0 | 25-22, 25-17, 25-16               |
| 23-10           | Casarano - Team Napoli            | 3-1 | 20-25, 25-18, 25-20, 25-22        |
| 23-10           | Sabaudia - Alessano               | 3-2 | 22-25, 27-29, 25-23, 25-21, 15-11 |
| 16-11           | Folgore Massa - Roma Club         | 2-3 | 25-22, 29-27, 19-25, 15-25, 10-15 |
| 14-12           | Marcianise - Franco Tigano        | 1-3 | 16-25, 24-26, 25-22, 16-25        |
| 23-10           | Bari - Modica                     | 3-2 | 25-21, 18-25, 22-25, 25-17, 16-14 |

| Quinta giornata |                                      |     |                                   |
|                 |                                      |     |                                   |
| 28-10           | Normanna Aversa - Bari               | 2-3 | 15-25, 22-25, 27-25, 25-22, 13-15 |
| 30-10           | Franco Tigano - Casarano             | 0-3 | 22-25, 18-25, 18-25               |
| 30-11           | Impavida Ortona - Marcianise         | 3-0 | 25-17, 26-24, 25-23               |
| 09-11           | Tuscania - Alessano                  | 3-1 | 25-21, 19-25, 25-18, 25-17        |
| 30-10           | Modica - Sabaudia                    | 3-2 | 25-18, 20-25, 27-29, 25-19, 15-13 |
| 30-10           | Folgore Massa - Saturnia Acicastello | 0-3 | 25-27, 22-25, 22-25               |
| 29-10           | Roma Club - Team Napoli              | 3-0 | 25-21, 25-21, 25-11               |

| Sesta giornata |                               |     |                                   |
|                |                               |     |                                   |
| 02-11          | Saturnia Acicastello - Bari   | 3-0 | 25-17, 25-22, 25-17               |
| 06-11          | Alessano - Modica             | 3-1 | 25-18, 25-13, 25-27, 25-22        |
| 06-11          | Casarano - Folgore Massa      | 3-2 | 25-22, 27-29, 25-22, 19-25, 15-9  |
| 06-11          | Sabaudia - Normanna Aversa    | 2-3 | 17-25, 25-21, 20-25, 26-24, 16-18 |
| 23-11          | Marcianise - Tuscania         | 0-3 | 19-25, 21-25, 21-25               |
| 06-11          | Team Napoli - Impavida Ortona | 2-3 | 25-20, 17-25, 25-22, 18-25, 13-15 |
| 06-11          | Roma Club - Franco Tigano     | 0-3 | 17-25, 19-25, 10-25               |

| Settima giornata |                                        |     |                                   |
|                  |                                        |     |                                   |
| 13-11            | Normanna Aversa - Saturnia Acicastello | 0-3 | 19-25, 20-25, 16-25               |
| 12-11            | Franco Tigano - Team Napoli            | 3-0 | 25-10, 25-20, 25-20               |
| 13-11            | Impavida Ortona - Alessano             | 2-3 | 22-25, 21-25, 25-22, 25-20, 13-15 |
| 13-11            | Tuscania - Casarano                    | 3-0 | 25-22, 25-20, 25-21               |
| 13-11            | Modica - Roma Club                     | 0-3 | 20-25, 21-25, 18-25               |
| 13-11            | Folgore Massa - Sabaudia               | 3-2 | 25-21, 20-25, 25-20, 24-26, 15-13 |
| 13-11            | Bari - Marcianise                      | 3-0 | 25-20, 25-20, 25-16               |

| Ottava giornata |                                   |     |                                   |
|                 |                                   |     |                                   |
| 19-11           | Impavida Ortona - Franco Tigano   | 3-2 | 25-19, 25-10, 21-25, 17-25, 22-20 |
| 20-11           | Alessano - Folgore Massa          | 3-0 | 25-20, 25-21, 25-19               |
| 20-11           | Modica - Normanna Aversa          | 3-1 | 24-26, 25-21, 25-20, 25-17        |
| 20-11           | Sabaudia - Bari                   | 2-3 | 19-25, 21-25, 26-24, 25-17, 12-15 |
| 20-11           | Marcianise - Saturnia Acicastello | 1-3 | 25-18, 21-25, 20-25, 23-25        |
| 20-11           | Team Napoli - Tuscania            | 0-3 | 23-25, 21-25, 18-25               |
| 19-11           | Roma Club - Casarano              | 3-2 | 21-25, 25-20, 23-25, 25-22, 15-9  |

| Nona giornata |                                    |     |                                   |
|               |                                    |     |                                   |
| 27-11         | Normanna Aversa - Alessano         | 3-0 | 25-23, 25-20, 25-18               |
| 27-11         | Saturnia Acicastello - Team Napoli | 3-0 | 25-16, 25-23, 25-10               |
| 27-11         | Tuscania - Franco Tigano           | 0-3 | 23-25, 21-25, 20-25               |
| 27-11         | Casarano - Modica                  | 3-1 | 19-25, 25-17, 25-19, 27-25        |
| 27-11         | Folgore Massa - Impavida Ortona    | 1-3 | 25-21, 22-25, 21-25, 20-25        |
| 27-11         | Marcianise - Sabaudia              | 3-1 | 25-22, 22-25, 25-11, 25-17        |
| 27-11         | Bari - Roma Club                   | 2-3 | 25-22, 25-20, 17-25, 21-25, 17-19 |

| Decima giornata |                                 |     |                                  |
|                 |                                 |     |                                  |
| 04-12           | Saturnia Acicastello - Sabaudia | 3-0 | 25-17, 25-18, 25-16              |
| 04-12           | Franco Tigano - Normanna Aversa | 3-2 | 22-25, 23-25, 25-19, 27-25, 15-7 |
| 04-12           | Impavida Ortona - Tuscania      | 3-1 | 35-37, 25-19, 25-14, 25-22       |
| 03-12           | Casarano - Marcianise           | 3-0 | 25-18, 25-17, 25-23              |
| 04-12           | Folgore Massa - Bari            | 3-1 | 25-21, 25-22, 18-25, 25-21       |
| 04-12           | Team Napoli - Modica            | 3-0 | 25-21, 26-24, 25-17              |
| 03-12           | Roma Club - Alessano            | 0-3 | 21-25, 22-25, 20-25              |

| Undicesima giornata |                                 |     |                                   |
|                     |                                 |     |                                   |
| 08-12               | Normanna Aversa - Folgore Massa | 1-3 | 23-25, 20-25, 25-22, 21-25        |
| 08-12               | Tuscania - Roma Club            | 3-2 | 25-23, 13-25, 23-25, 25-22, 15-6  |
| 22-12               | Alessano - Saturnia Acicastello | 1-3 | 23-25, 16-25, 25-18, 21-25        |
| 07-12               | Modica - Franco Tigano          | 3-1 | 25-20, 22-25, 25-21, 31-29        |
| 07-12               | Sabaudia - Impavida Ortona      | 0-3 | 17-25, 16-25, 16-25               |
| 08-12               | Marcianise - Team Napoli        | 3-2 | 25-23, 22-25, 24-26, 26-24, 29-27 |
| 08-12               | Bari - Casarano                 | 0-3 | 18-25, 20-25, 15-25               |

| Dodicesima giornata |                                 |     |                                   |
|                     |                                 |     |                                   |
| 10-12               | Franco Tigano - Sabaudia        | 3-1 | 25-20, 24-26, 25-21, 25-19        |
| 11-12               | Impavida Ortona - Bari          | 3-1 | 23-25, 25-21, 25-18, 25-22        |
| 11-12               | Tuscania - Normanna Aversa      | 3-0 | 25-20, 25-19, 25-18               |
| 11-12               | Casarano - Saturnia Acicastello | 3-2 | 21-25, 22-25, 25-19, 25-20, 15-12 |
| 11-12               | Folgore Massa - Modica          | 0-3 | 19-25, 14-25, 19-25               |
| 11-01               | Team Napoli - Alessano          | 0-3 | 19-25, 23-25, 22-25               |
| 10-12               | Roma Club - Marcianise          | 3-1 | 23-25, 25-21, 25-18, 25-20        |

| Tredicesima giornata |                                        |     |                                   |
|                      |                                        |     |                                   |
| 18-12                | Normanna Aversa - Roma Club            | 3-1 | 25-23, 25-20, 23-25, 25-19        |
| 18-12                | Saturnia Acicastello - Impavida Ortona | 2-3 | 21-25, 22-25, 25-19, 25-16, 10-15 |
| 17-12                | Alessano - Franco Tigano               | 0-3 | 21-25, 17-25, 17-25               |
| 18-12                | Modica - Tuscania                      | 0-3 | 18-25, 18-25, 24-26               |
| 18-12                | Sabaudia - Casarano                    | 3-2 | 20-25, 25-23, 28-26, 14-25, 20-18 |
| 18-12                | Marcianise - Folgore Massa             | 3-0 | 25-22, 25-17, 25-19               |
| 18-12                | Bari - Team Napoli                     | 2-3 | 21-25, 25-17, 20-25, 25-17, 10-15 |

| Quattordicesima giornata |                               |     |                            |
|                          |                               |     |                            |
| 26-12                    | Marcianise - Normanna Aversa  | 3-1 | 18-25, 25-18, 25-23, 25-17 |
| 26-12                    | Bari - Franco Tigano          | 3-0 | 25-20, 25-23, 25-17        |
| 26-12                    | Sabaudia - Tuscania           | 0-3 | 19-25, 17-25, 18-25        |
| 26-12                    | Casarano - Alessano           | 0-3 | 23-25, 25-27, 22-25        |
| 26-12                    | Saturnia Acicastello - Modica | 3-1 | 24-26, 25-18, 25-19, 25-20 |
| 26-12                    | Folgore Massa - Team Napoli   | 3-1 | 26-28, 25-20, 25-23, 25-15 |
| 26-12                    | Impavida Ortona - Roma Club   | 3-1 | 25-17, 25-23, 22-25, 25-20 |

| Quindicesima giornata |                                  |     |                                   |
|                       |                                  |     |                                   |
| 07-01                 | Roma Club - Saturnia Acicastello | 1-3 | 17-25, 25-21, 21-25, 27-29        |
| 08-01                 | Modica - Impavida Ortona         | 1-3 | 25-17, 20-25, 19-25, 19-25        |
| 08-01                 | Normanna Aversa - Casarano       | 3-1 | 32-30, 25-16, 23-25, 25-21        |
| 15-02                 | Team Napoli - Sabaudia           | 3-0 | 27-25, 25-23, 26-24               |
| 07-01                 | Franco Tigano - Folgore Massa    | 3-2 | 18-25, 25-21, 25-21, 23-25, 15-11 |
| 08-01                 | Alessano - Marcianise            | 3-0 | 25-21, 25-15, 25-15               |
| 08-01                 | Tuscania - Bari                  | 1-3 | 25-18, 21-25, 22-25, 21-25        |

| Sedicesima giornata |                                      |     |                                   |
|                     |                                      |     |                                   |
| 15-01               | Saturnia Acicastello - Franco Tigano | 3-0 | 25-21, 25-20, 25-18               |
| 15-01               | Casarano - Impavida Ortona           | 1-3 | 25-18, 19-25, 20-25, 22-25        |
| 15-01               | Folgore Massa - Tuscania             | 1-3 | 14-25, 12-25, 25-21, 19-25        |
| 15-01               | Bari - Alessano                      | 3-2 | 25-23, 20-25, 25-22, 19-25, 15-13 |
| 15-01               | Marcianise - Modica                  | 2-3 | 22-25, 25-20, 29-31, 25-19, 12-15 |
| 15-01               | Normanna Aversa - Team Napoli        | 3-1 | 25-18, 25-18, 22-25, 25-19        |
| 15-01               | Sabaudia - Roma Club                 | 3-1 | 25-20, 15-25, 25-23, 25-21        |

| Diciassettesima giornata |                                   |     |                                   |
|                          |                                   |     |                                   |
| 22-01                    | Impavida Ortona - Normanna Aversa | 3-2 | 21-25, 25-20, 25-22, 23-25, 15-12 |
| 22-01                    | Tuscania - Saturnia Acicastello   | 0-3 | 19-25, 21-25, 26-28               |
| 12-03                    | Team Napoli - Casarano            | 3-1 | 26-24, 25-23, 16-25, 25-18        |
| 22-01                    | Alessano - Sabaudia               | 3-2 | 25-20, 25-18, 15-25, 19-25, 19-17 |
| 21-01                    | Roma Club - Folgore Massa         | 0-3 | 22-25, 26-28, 18-25               |
| 21-01                    | Franco Tigano - Marcianise        | 3-0 | 25-22, 28-26, 25-19               |
| 21-01                    | Modica - Bari                     | 3-2 | 25-22, 25-14, 22-25, 19-25, 15-11 |

| Diciottesima giornata |                                      |     |                                   |
|                       |                                      |     |                                   |
| 29-01                 | Bari - Normanna Aversa               | 3-0 | 27-25, 25-21, 25-23               |
| 29-01                 | Casarano - Franco Tigano             | 3-0 | 25-19, 25-21, 25-22               |
| 29-01                 | Marcianise - Impavida Ortona         | 2-3 | 23-25, 25-20, 25-17, 21-25, 12-15 |
| 29-01                 | Alessano - Tuscania                  | 3-0 | 25-11, 25-19, 29-27               |
| 28-01                 | Sabaudia - Modica                    | 1-3 | 18-25, 14-25, 25-19, 23-25        |
| 29-01                 | Saturnia Acicastello - Folgore Massa | 2-3 | 25-22, 21-25, 22-25, 25-17, 15-17 |
| 28-01                 | Team Napoli - Roma Club              | 2-3 | 25-20, 23-25, 25-20, 28-30, 12-15 |

| Diciannovesima giornata |                               |     |                            |
|                         |                               |     |                            |
| 05-02                   | Bari - Saturnia Acicastello   | 1-3 | 25-18, 20-25, 18-25, 23-25 |
| 05-02                   | Modica - Alessano             | 0-3 | 22-25, 20-25, 20-25        |
| 05-02                   | Folgore Massa - Casarano      | 0-3 | 23-25, 23-25, 17-25        |
| 04-02                   | Normanna Aversa - Sabaudia    | 3-0 | 25-11, 25-13, 25-17        |
| 05-02                   | Tuscania - Marcianise         | 3-0 | 25-22, 25-21, 25-19        |
| 05-02                   | Impavida Ortona - Team Napoli | 3-0 | 25-22, 26-24, 30-28        |
| 05-02                   | Franco Tigano - Roma Club     | 3-1 | 25-22, 22-25, 25-20, 25-21 |

| Ventesima giornata |                                        |     |                                   |
|                    |                                        |     |                                   |
| 12-02              | Saturnia Acicastello - Normanna Aversa | 3-0 | 30-28, 25-21, 25-20               |
| 11-02              | Team Napoli - Franco Tigano            | 0-3 | 23-25, 24-26, 21-25               |
| 12-02              | Alessano - Impavida Ortona             | 2-3 | 25-21, 25-16, 21-25, 22-25, 12-15 |
| 12-02              | Casarano - Tuscania                    | 0-3 | 19-25, 18-25, 22-25               |
| 11-02              | Roma Club - Modica                     | 3-1 | 25-16, 20-25, 25-21, 25-22        |
| 12-02              | Sabaudia - Folgore Massa               | 3-2 | 20-25, 20-25, 25-19, 25-22, 19-17 |
| 12-02              | Marcianise - Bari                      | 0-3 | 25-27, 23-25, 28-30               |

| Ventunesima giornata |                                   |     |                                   |
|                      |                                   |     |                                   |
| 18-02                | Franco Tigano - Impavida Ortona   | 3-1 | 25-23, 23-25, 25-18, 26-24        |
| 19-02                | Folgore Massa - Alessano          | 1-3 | 10-25, 22-25, 26-24, 14-25        |
| 19-02                | Normanna Aversa - Modica          | 3-0 | 25-16, 25-21, 25-16               |
| 19-02                | Bari - Sabaudia                   | 3-0 | 25-23, 26-24, 25-23               |
| 19-02                | Saturnia Acicastello - Marcianise | 3-0 | 25-15, 25-14, 25-20               |
| 19-02                | Tuscania - Team Napoli            | 2-3 | 21-25, 25-19, 25-20, 24-26, 11-15 |
| 19-02                | Casarano - Roma Club              | 2-3 | 31-29, 20-25, 25-21, 14-25, 14-16 |

| Ventiduesima giornata |                                    |     |                            |
|                       |                                    |     |                            |
| 26-02                 | Alessano - Normanna Aversa         | 3-1 | 25-22, 25-17, 21-25, 27-25 |
| 26-02                 | Team Napoli - Saturnia Acicastello | 3-1 | 19-25, 25-21, 25-15, 25-22 |
| 25-02                 | Franco Tigano - Tuscania           | 3-0 | 25-23, 25-20, 25-23        |
| 25-02                 | Modica - Casarano                  | 1-3 | 20-25, 22-25, 30-28, 19-25 |
| 26-02                 | Impavida Ortona - Folgore Massa    | 3-0 | 25-23, 25-16, 25-15        |
| 09-03                 | Sabaudia - Marcianise              | 3-1 | 20-25, 25-23, 25-16, 25-23 |
| 25-02                 | Roma Club - Bari                   | 3-1 | 25-20, 25-12, 21-25, 25-23 |

| Ventitreesima giornata |                                 |     |                                  |
|                        |                                 |     |                                  |
| 05-03                  | Sabaudia - Saturnia Acicastello | 1-3 | 21-25, 20-25, 33-31, 27-29       |
| 05-03                  | Normanna Aversa - Franco Tigano | 0-3 | 20-25, 15-25, 22-25              |
| 04-03                  | Tuscania - Impavida Ortona      | 3-0 | 25-15, 25-17, 25-17              |
| 04-03                  | Marcianise - Casarano           | 3-2 | 25-19, 30-28, 9-25, 24-26, 15-10 |
| 04-03                  | Bari - Folgore Massa            | 3-1 | 25-15, 26-24, 22-25, 25-20       |
| 05-03                  | Modica - Team Napoli            | 3-2 | 25-22, 25-18, 23-25, 18-25, 15-8 |
| 05-03                  | Alessano - Roma Club            | 3-0 | 28-26, 25-20, 25-15              |

| Ventiquattresima giornata |                                 |     |                            |
|                           |                                 |     |                            |
| 18-03                     | Folgore Massa - Normanna Aversa | 3-1 | 28-26, 25-21, 20-25, 25-18 |
| 18-03                     | Roma Club - Tuscania            | 1-3 | 25-23, 23-25, 18-25, 16-25 |
| 19-03                     | Saturnia Acicastello - Alessano | 1-3 | 25-22, 16-25, 21-25, 14-25 |
| 18-03                     | Franco Tigano - Modica          | 3-0 | 25-12, 25-13, 25-20        |
| 19-03                     | Impavida Ortona - Sabaudia      | 3-0 | 25-18, 25-17, 25-21        |
| 19-03                     | Team Napoli - Marcianise        | 3-0 | 25-22, 25-22, 25-20        |
| 19-03                     | Casarano - Bari                 | 3-0 | 25-20, 25-17, 25-21        |

| Venticinquesima giornata |                                 |     |                                   |
|                          |                                 |     |                                   |
| 25-03                    | Sabaudia - Franco Tigano        | 3-1 | 26-24, 20-25, 25-22, 25-21        |
| 25-03                    | Bari - Impavida Ortona          | 2-3 | 19-25, 25-20, 22-25, 25-20, 10-15 |
| 26-03                    | Normanna Aversa - Tuscania      | 3-2 | 18-25, 17-25, 25-19, 30-28, 15-7  |
| 25-03                    | Saturnia Acicastello - Casarano | 0-3 | 27-29, 21-25, 18-25               |
| 26-03                    | Modica - Folgore Massa          | 3-1 | 25-21, 25-22, 22-25, 25-22        |
| 26-03                    | Alessano - Team Napoli          | 3-1 | 25-18, 23-25, 25-17, 25-14        |
| 26-03                    | Marcianise - Roma Club          | 3-2 | 25-20, 18-25, 19-25, 25-23, 15-13 |

| Ventiseiesima giornata |                                        |     |                                   |
|                        |                                        |     |                                   |
| 02-04                  | Roma Club - Normanna Aversa            | 3-0 | 25-19, 25-21, 25-19               |
| 02-04                  | Impavida Ortona - Saturnia Acicastello | 3-0 | 27-25, 25-17, 25-22               |
| 02-04                  | Franco Tigano - Alessano               | 3-2 | 25-22, 22-25, 19-25, 25-22, 15-10 |
| 02-04                  | Tuscania - Modica                      | 0-3 | 18-25, 21-25, 20-25               |
| 02-04                  | Casarano - Sabaudia                    | 3-1 | 25-16, 22-25, 25-20, 25-21        |
| 02-04                  | Folgore Massa - Marcianise             | 3-0 | 25-20, 25-18, 25-16               |
| 02-04                  | Team Napoli - Bari                     | 3-0 | 25-23, 25-21, 25-21               |

##### Classifica
| Pos. | Squadra              | Pt | G  | V  | P  | SV | SP | Ratio | PF    | PS    | Ratio |
| ---- | -------------------- | -- | -- | -- | -- | -- | -- | ----- | ----- | ----- | ----- |
| 1.   | Impavida Ortona      | 60 | 26 | 22 | 4  | 71 | 36 | 1,972 | 2 433 | 2 254 | 1,079 |
| 2.   | Saturnia Acicastello | 57 | 26 | 18 | 8  | 62 | 32 | 1,937 | 2 219 | 2 035 | 1,090 |
| 3.   | Franco Tigano        | 49 | 26 | 17 | 9  | 58 | 39 | 1,487 | 2 234 | 2 087 | 1,070 |
| 4.   | Alessano             | 47 | 26 | 15 | 11 | 57 | 42 | 1,357 | 2 265 | 2 129 | 1,063 |
| 5.   | Tuscania             | 45 | 26 | 15 | 11 | 52 | 40 | 1,300 | 2 092 | 1 996 | 1,048 |
| 6.   | Casarano             | 44 | 26 | 14 | 12 | 55 | 45 | 1,222 | 2 302 | 2 201 | 1,045 |
| 7.   | Bari                 | 40 | 26 | 13 | 13 | 53 | 50 | 1,060 | 2 255 | 2 277 | 0,990 |
| 8.   | Normanna Aversa      | 35 | 26 | 12 | 14 | 47 | 54 | 0,870 | 2 228 | 2 240 | 0,994 |
| 9.   | Modica               | 33 | 26 | 12 | 14 | 45 | 54 | 0,833 | 2 158 | 2 245 | 0,961 |
| 10.  | Folgore Massa        | 32 | 26 | 10 | 16 | 45 | 59 | 0,762 | 2 243 | 2 360 | 0,950 |
| 11.  | Roma Club            | 31 | 26 | 11 | 15 | 47 | 58 | 0,810 | 2 311 | 2 327 | 0,993 |
| 12.  | Team Napoli          | 27 | 26 | 8  | 18 | 40 | 60 | 0,666 | 2 136 | 2 312 | 0,923 |
| 13.  | Sabaudia             | 26 | 26 | 8  | 18 | 39 | 65 | 0,600 | 2 199 | 2 413 | 0,911 |
| 14.  | Marcianise           | 20 | 26 | 7  | 19 | 29 | 66 | 0,439 | 2 035 | 2 234 | 0,910 |

      Qualificata allo spareggio promozione.
      Qualificata ai play-off promozione.
      Qualificata ai play-out retrocessione.
      Retrocessa in Serie B.

### Spareggio promozione

#### Risultati
| Gara 1 |                               |     |                                   |
|        |                               |     |                                   |
| 16-04  | Virtus Fano - Impavida Ortona | 2-3 | 22-25, 25-18, 25-14, 27-29, 21-23 |

| Gara 2 |                               |     |                     |
|        |                               |     |                     |
| 22-04  | Impavida Ortona - Virtus Fano | 3-0 | 25-23, 25-21, 25-17 |

### Play-off promozione

#### Tabellone
|  | Ottavi di finale | Ottavi di finale     | Ottavi di finale | Ottavi di finale |  |  | Quarti di finale | Quarti di finale     | Quarti di finale | Quarti di finale     | Quarti di finale |   |   | Semifinali | Semifinali  | Semifinali | Semifinali           | Semifinali |   |  | Finale | Finale | Finale | Finale | Finale |  |
|  |                  |                      |                  |                  |  |  |                  |                      |                  |                      |                  |   |   |            |             |            |                      |            |   |  |        |        |        |        |        |  |
|  |                  |                      |                  |                  |  |  |                  |                      |                  |                      |                  |   |   | 1Bi        | Virtus Fano | 3          | 0                    | 1          |   |  |        |        |        |        |        |  |
|  | 6Bi              | Energy Parma         | 3                | 3                |  |  |                  |                      | 6Bl              | Casarano             | 1                | 3 | 3 |            |             |            |                      |            |   |  |        |        |        |        |        |  |
|  | 3Bi              | Macerata             | 1                | 2                |  |  | 6Bi              | Energy Parma         | 1                | 2                    |                  |   |   |            |             |            |                      |            |   |  |        |        |        |        |        |  |
|  | 6Bl              | Casarano             | 3                | 3                |  |  | 6Bl              | Casarano             | 3                | 3                    |                  |   |   |            |             |            |                      |            |   |  |        |        |        |        |        |  |
|  | 3Bl              | Franco Tigano        | 2                | 1                |  |  |                  |                      |                  |                      |                  |   |   | 6Bl        | Casarano    | 0          | 0                    |            |   |  |        |        |        |        |        |  |
|  | 7Bi              | Bologna              | 0                | 0                |  |  |                  |                      |                  |                      |                  |   |   |            |             | 2Bl        | Saturnia Acicastello | 3          | 3 |  |        |        |        |        |        |  |
|  | 2Bi              | Pineto               | 3                | 3                |  |  | 2Bi              | Pineto               | 3                | 2                    | 3                |   |   |            |             |            |                      |            |   |  |        |        |        |        |        |  |
|  | 5Bl              | Tuscania             | 3                | 115              |  |  | 5Bl              | Tuscania             | 1                | 3                    | 0                |   |   |            |             |            |                      |            |   |  |        |        |        |        |        |  |
|  | 4Bl              | Alessano             | 1                | 313              |  |  |                  |                      |                  |                      |                  |   |   | 2Bi        | Pineto      | 1          | 2                    |            |   |  |        |        |        |        |        |  |
|  | 7Bl              | Bari                 | 0                | 0                |  |  |                  |                      | 2Bl              | Saturnia Acicastello | 3                | 3 |   |            |             |            |                      |            |   |  |        |        |        |        |        |  |
|  | 2Bl              | Saturnia Acicastello | 3                | 3                |  |  | 2Bl              | Saturnia Acicastello | 3                | 3                    |                  |   |   |            |             |            |                      |            |   |  |        |        |        |        |        |  |
|  | 5Bi              | Garlasco             | 3                | 0                |  |  | 4Bi              | Savigliano           | 2                | 0                    |                  |   |   |            |             |            |                      |            |   |  |        |        |        |        |        |  |
|  | 4Bi              | Savigliano           | 2                | 3                |  |  |                  |                      |                  |                      |                  |   |   |            |             |            |                      |            |   |  |        |        |        |        |        |  |

#### Risultati

##### Ottavi di finale
| Andata |                             |     |                                   |
|        |                             |     |                                   |
| 12-04  | Bologna - Pineto            | 0-3 | 22-25, 16-25, 19-25               |
| 12-04  | Garlasco - Savigliano       | 3-2 | 17-25, 25-20, 22-25, 25-18, 15-9  |
| 12-04  | Energy Parma - Macerata     | 3-1 | 25-23, 25-21, 19-25, 25-15        |
| 12-04  | Bari - Saturnia Acicastello | 0-3 | 24-26, 16-25, 22-25               |
| 12-04  | Tuscania - Alessano         | 3-1 | 23-25, 25-22, 25-19, 25-21        |
| 12-04  | Casarano - Franco Tigano    | 3-2 | 25-19, 25-23, 17-25, 23-25, 15-11 |

| Ritorno |                             |     |                                              |
|         |                             |     |                                              |
| 16-04   | Pineto - Bologna            | 3-0 | 25-18, 29-27, 25-17                          |
| 16-04   | Savigliano - Garlasco       | 3-0 | 25-22, 25-18, 25-20                          |
| 16-04   | Macerata - Energy Parma     | 2-3 | 22-25, 23-25, 25-21, 25-23, 13-15            |
| 16-04   | Saturnia Acicastello - Bari | 3-0 | 25-16, 25-20, 25-19                          |
| 16-04   | Alessano - Tuscania         | 3-1 | 25-19, 18-25, 25-23, 25-20 Golden set: 13-15 |
| 16-04   | Franco Tigano - Casarano    | 1-3 | 20-25, 25-20, 23-25, 19-25                   |

##### Quarti di finale
| Gara 1 |                                   |     |                                   |
|        |                                   |     |                                   |
| 19-04  | Pineto - Tuscania                 | 3-1 | 25-20, 25-19, 18-25, 25-21        |
| 19-04  | Energy Parma - Casarano           | 1-3 | 25-22, 24-26, 20-25, 22-25        |
| 19-04  | Saturnia Acicastello - Savigliano | 3-2 | 25-23, 22-25, 25-21, 23-25, 15-11 |

| Gara 2 |                                   |     |                                   |
|        |                                   |     |                                   |
| 22-04  | Tuscania - Pineto                 | 3-2 | 25-21, 25-15, 23-25, 15-25, 15-13 |
| 22-04  | Casarano - Energy Parma           | 3-2 | 19-25, 23-25, 25-17, 29-27, 15-12 |
| 22-04  | Savigliano - Saturnia Acicastello | 0-3 | 16-25, 20-25, 15-25               |

| Gara 3 |                   |     |                     |
|        |                   |     |                     |
| 25-04  | Pineto - Tuscania | 3-0 | 25-19, 25-21, 25-14 |

##### Semifinali
| Gara 1 |                               |     |                            |
|        |                               |     |                            |
| 30-04  | Virtus Fano - Casarano        | 3-1 | 25-19, 26-24, 15-25, 25-19 |
| 30-04  | Pineto - Saturnia Acicastello | 1-3 | 25-20, 18-25, 20-25, 20-25 |

| Gara 2 |                               |     |                                   |
|        |                               |     |                                   |
| 03-05  | Casarano - Virtus Fano        | 3-0 | 25-22, 25-23, 25-19               |
| 03-05  | Saturnia Acicastello - Pineto | 3-2 | 16-25, 21-25, 27-25, 25-15, 20-18 |

| Gara 3 |                        |     |                            |
|        |                        |     |                            |
| 07-05  | Virtus Fano - Casarano | 1-3 | 23-25, 20-25, 25-23, 22-25 |

##### Finale
| Gara 1 |                                 |     |                     |
|        |                                 |     |                     |
| 14-05  | Saturnia Acicastello - Casarano | 3-0 | 25-20, 25-16, 25-20 |

| Gara 2 |                                 |     |                     |
|        |                                 |     |                     |
| 21-05  | Casarano - Saturnia Acicastello | 0-3 | 18-25, 18-25, 28-30 |

### Play-out

#### Tabellone
|  | Girone bianco |                   |   |   |   |  |
|  |               |                   |   |   |   |  |
|  | 11            | Diavoli Rosa      | 3 | 0 | 3 |  |
|  | 11            | Diavoli Rosa      | 3 | 0 | 3 |  |
|  | 12            | Stadium Mirandola | 1 | 3 | 1 |  |

|  | Girone blu |             |   |   |  |  |
|  |            |             |   |   |  |  |
|  | 11         | Roma Club   | 1 | 2 |  |  |
|  | 11         | Roma Club   | 1 | 2 |  |  |
|  | 12         | Team Napoli | 3 | 3 |  |  |

#### Risultati
| Gara 1 |                                  |     |                            |
|        |                                  |     |                            |
| 10-04  | Diavoli Rosa - Stadium Mirandola | 3-1 | 25-22, 22-25, 25-22, 31-29 |
| 10-04  | Roma Club - Team Napoli          | 1-3 | 25-21, 25-27, 19-25, 21-25 |

| Gara 2 |                                  |     |                                   |
|        |                                  |     |                                   |
| 16-04  | Stadium Mirandola - Diavoli Rosa | 3-0 | 25-19, 25-22, 25-20               |
| 16-04  | Team Napoli - Roma Club          | 3-2 | 25-23, 21-25, 25-20, 30-32, 15-10 |

| Gara 3 |                                  |     |                            |
|        |                                  |     |                            |
| 23-04  | Diavoli Rosa - Stadium Mirandola | 3-1 | 25-17, 25-23, 23-25, 26-24 |

## Premi individuali
Premi assegnati dalle società della Lega Pallavolo Serie A.
| Premio                | Nome               | Squadra     |
| --------------------- | ------------------ | ----------- |
| Miglior allenatore    | Fabrizio Licchelli | Casarano    |
| Miglior Under-23      | Nicola Cianciotta  | Casarano    |
| Miglior arbitro A2/A3 | Michele Brunelli   | -           |
| Miglior realizzatore  | Cristoph Marks     | Virtus Fano |

## Statistiche
| Rendimento individuale | Rendimento individuale | Rendimento individuale | Rendimento individuale |
| Pos.                   | Nome                   | Punti                  | Squadra                |
| ---------------------- | ---------------------- | ---------------------- | ---------------------- |
| 1                      | Christoph Marks        | 652                    | Virtus Fano            |
| 2                      | Nicola Cianciotta      | 650                    | Casarano               |
| 3                      | Simone Marzolla        | 646                    | Casarano               |
| 4                      | Nicolò Casaro          | 622                    | Saturnia Acicastello   |
| 5                      | Pawel Stabrawa         | 605                    | Franco Tigano          |
| 6                      | Jacob Link             | 578                    | Pineto                 |
| 7                      | Edvinas Vaškelis       | 570                    | Alessano               |
| 8                      | Leonel Marshall        | 567                    | Impavida Ortona        |
| 9                      | Francesco Corrado      | 563                    | Tuscania               |
| 10                     | Stefano Giannotti      | 554                    | Garlasco               |

| Attacchi vincenti | Attacchi vincenti | Attacchi vincenti | Attacchi vincenti    |
| Pos.              | Nome              | Punti             | Squadra              |
| ----------------- | ----------------- | ----------------- | -------------------- |
| 1                 | Simone Marzolla   | 560               | Casarano             |
| 2                 | Nicolò Casaro     | 539               | Saturnia Acicastello |
| 3                 | Nicola Cianciotta | 530               | Casarano             |
| 4                 | Christoph Marks   | 526               | Virtus Fano          |
| 5                 | Pawel Stabrawa    | 513               | Franco Tigano        |
| 6                 | Edvinas Vaškelis  | 501               | Alessano             |
| 7                 | Jacob Link        | 484               | Pineto               |
| 8                 | Leonel Marshall   | 481               | Impavida Ortona      |
| 9                 | Francesco Corrado | 470               | Tuscania             |
| 10                | Daniele Albergati | 468               | Folgore Massa        |

| Muri vincenti | Muri vincenti      | Muri vincenti | Muri vincenti        |
| Pos.          | Nome               | Punti         | Squadra              |
| ------------- | ------------------ | ------------- | -------------------- |
| 1             | Rok Jerončić       | 89            | Saturnia Acicastello |
| 2             | Cristian Frumuselu | 84            | Saturnia Acicastello |
| 3             | Stipe Perić        | 83            | Garlasco             |
| 4             | Augusto Quarta     | 80            | San Giustino         |
| 5             | Bara Fall          | 79            | Energy Parma         |
| 6             | Fabio Franchetti   | 78            | Castellana           |
| 6             | Michele Orazi      | 78            | Bologna              |
| 6             | Leonel Marshall    | 78            | Impavida Ortona      |
| 9             | Marco Bragatto     | 73            | Pineto               |
| 9             | Roberto Festi      | 73            | Tuscania             |

| Battute vincenti | Battute vincenti  | Battute vincenti | Battute vincenti     |
| Pos.             | Nome              | Punti            | Squadra              |
| ---------------- | ----------------- | ---------------- | -------------------- |
| 1                | Christoph Marks   | 65               | Virtus Fano          |
| 2                | Pawel Stabrawa    | 64               | Franco Tigano        |
| 3                | Nicola Cianciotta | 58               | Casarano             |
| 4                | Alexey Reyes      | 54               | Energy Parma         |
| 5                | Marco Spagnol     | 52               | Savigliano           |
| 6                | Marco Novello     | 49               | Belluno              |
| 6                | Enrico Zappoli    | 49               | Saturnia Acicastello |
| 8                | Andrea Galaverna  | 47               | Savigliano           |
| 9                | Łukasz Ciupa      | 44               | Casarano             |
| 9                | Francisco Ruiz    | 44               | Marcianise           |